# Mount Justman
Mount Justman är ett berg i Antarktis. Det ligger i Västantarktis. Nya Zeeland gör anspråk på området. Toppen på Mount Justman är 740 meter över havet, eller 389 meter över den omgivande terrängen. Bredden vid basen är 3,8 km.
Terrängen runt Mount Justman är kuperad söderut, men norrut är den platt. Trakten är obefolkad. Det finns inga samhällen i närheten.